# Aleksandr Jidkov
Aleksandr Jidkov (en russe : Александр Жидков), né le 16 mars 1965 à Boudionnovsk en Russie, est un footballeur international azerbaïdjanais, devenu entraîneur à l'issue de sa carrière, qui évoluait au poste de gardien de but.

## Biographie

### Carrière de joueur
Aleksandr Jidkov dispute deux matchs en Coupe des coupes, et un match en Coupe de l'UEFA.

### Carrière internationale
Aleksandr Jidkov compte 22 sélections avec l'équipe d'Azerbaïdjan entre 1994 et 1998. 
Il est convoqué pour la première fois par le sélectionneur national Agaselim Mirjavadov pour un match des éliminatoires de l'Euro 1996 contre la Roumanie le 7 septembre 1994 (défaite 3-0). Il reçoit sa dernière sélection le 14 octobre 1998 contre le Liechtenstein (défaite 2-1).

## Palmarès
- Avec le Dynamo Kiev
  - Champion d'URSS en 1990
  - Vainqueur de la Coupe d'URSS en 1990